# たなかのか
たな かのか（1982年7月10日 - ）は日本の漫画家。広島県廿日市市出身。
2002年9月、読み切り「セーラー服と北極圏」が『月刊コミックブレイド』（マッグガーデン）2002年11月号に掲載されデビュー。代表作は『伊賀ずきん』、『タビと道づれ』、『すみっこの空さん』、『恋の撮り方』など。

## 来歴

### デビュー前
1982年7月、現在の広島県廿日市市で生まれる。就学前は肺炎で入院したことがあり、『なかよし』（講談社）を入院中に読む本として買ってもらったことを契機に漫画家を志す。小学校時代はほんの少し考古学者に憧れていたといい、『タビと道づれ』のあとがきでは、真っ白な紙の状態から、何回と繰り返しネームを描くうちに完成形が現れてくるさまや、不具合があるときは切り張りして直すところなどを発掘作業に喩えている。高校時代は美術部に所属しており、筆やパレットナイフを使わずにアクション・ペインティングで絵を描いていたほか、日本史の勉強と称して日本史漫画を描いていた。『伊賀ずきん』に登場する伊賀ずきんや服部半蔵の原型はこのころに考えられている。

### デビュー後
2002年5月、大学在籍中に月例コミックブレイドマンガ大賞4月期佳作・特別審査員賞を「セーラー服と熱帯雨林」で受賞し、同作は読み切り「セーラー服と北極圏」と改作され『月刊コミックブレイド』（マッグガーデン）2002年11月号に掲載される。応募理由は「大学の研修旅行費用の10万円が欲しくて、雑誌の投稿募集ページを見てたら10万円くらい獲れそうな予感がしたから」というもので、同作は帰省中に実家の仏間で描き上げたというが、その一方で「投稿作は漫画家の夢を諦めるため最後の証にと思って描いた」とも語っている。同作の掲載に先立ち、応募者全員サービスの応募方法を紹介する1ページ漫画が『月刊コミックブレイド』2002年8月号に掲載されており、「うけが良かった」ことからこれを原型とした読み切り「伊賀ずきん」が『コミックブレイドMASAMUNE』（マッグガーデン）2003年冬季号に掲載され、その後、『月刊コミックブレイド』2003年6月号から2006年3月号まで連載された。同誌では『タビと道づれ』と『すみっこの空さん』も連載されている。『タビと道づれ』を連載中だった2007年3月に大学院を退学し、以降は専業漫画家となる。
『すみっこの空さん』の完結後はアルバイトをしていたが、漫画賞に応募したことを契機に漫画家業に復帰し、『恋の撮り方』が『月刊コミック電撃大王』（KADOKAWA）2017年7月号から2018年11月号まで、『こいぐるみ』が『漫画アクション』（双葉社）2020年15号から2021年23号まで連載された。その後、利き手の右手を骨折負傷するが、リハビリテーションを経て回復し、自身初のコミカライズ作となる『赤ずきん、旅の途中で死体と出会う。』（原作：青柳碧人）を『月刊アクション』および『webアクション』（双葉社）にて連載した。 

### 年表
| 1982年7月10日  | 現在の広島県廿日市市で生まれる。                                                                                 |
| 2002年5月30日  | 「セーラー服と熱帯雨林」が月例コミックブレイドマンガ大賞4月期佳作・特別審査員賞を受賞。                          |
| 2002年6月29日  | 読み切り「伊賀ずきん」の原型となった1ページ漫画が『月刊コミックブレイド』（マッグガーデン）2002年8月号に掲載。   |
| 2002年9月30日  | 「セーラー服と熱帯雨林」が読み切り「セーラー服と北極圏」と改作され『月刊コミックブレイド』2002年11月号に掲載。   |
| 2002年12月10日 | 読み切り「伊賀ずきん」が『コミックブレイドMASAMUNE』（マッグガーデン）2003年冬季号に掲載。                       |
| 2003年4月30日  | 『伊賀ずきん』が『月刊コミックブレイド』2003年6月号にて連載開始。                                                |
| 2004年6月15日  | 読み切り「かしこ」が『コミックブレイドMASAMUNE』2004年初夏号に掲載。                                             |
| 2004年11月17日 | 読み切り「てっぺん」が『コミックブレイドZEBEL』（マッグガーデン）Vol.1に掲載。                                   |
| 2006年1月30日  | 『伊賀ずきん』が『月刊コミックブレイド』2006年3月号にて連載終了。                                                |
| 2006年7月29日  | 『タビと道づれ』が『月刊コミックブレイド』2006年9月号にて連載開始。                                              |
| 2007年3月      | 大学院を退学し専業漫画家となる。                                                                                 |
| 2009年6月24日  | 『タビと道づれ』がフロンティアワークスによりドラマCD化。                                                         |
| 2010年2月27日  | 『タビと道づれ』が『月刊コミックブレイド』2010年4月号にて連載終了。                                              |
| 2010年11月30日 | 『すみっこの空さん』が『月刊コミックブレイド』2011年1月号にて連載開始。                                          |
| 2014年9月5日   | 『すみっこの空さん』が『コミックブレイド』（マッグガーデン）2014年9月5日更新分にてオンライン連載に移行。         |
| 2015年7月6日   | 『すみっこの空さん』が『コミックブレイド』2015年7月6日更新分にて連載終了。                                       |
| 2017年5月27日  | 『恋の撮り方』が『月刊コミック電撃大王』（KADOKAWA）2017年7月号にて連載開始。                                    |
| 2018年9月27日  | 『恋の撮り方』が『月刊コミック電撃大王』2018年11月号にて連載終了。                                               |
| 2019年3月23日  | 読み切り「きつねとたぬきのばかしあい」が『まんがタイムきららフォワード』（芳文社）2019年5月号に掲載。            |
| 2020年7月21日  | 『こいぐるみ』が『漫画アクション』（双葉社）2020年15号にて連載開始。                                             |
| 2021年11月16日 | 『こいぐるみ』が『漫画アクション』2021年23号にて連載終了。                                                       |
| 2023年1月25日  | 『赤ずきん、旅の途中で死体と出会う。』（原作：青柳碧人）が『月刊アクション』（双葉社）2023年3月号にて連載開始。  |
| 2024年4月16日  | 『赤ずきん、旅の途中で死体と出会う。』が『webアクション』（双葉社）2024年4月16日更新分にてオンライン連載に移行。 |
| 2025年5月20日  | 『赤ずきん、旅の途中で死体と出会う。』が『webアクション』2025年5月20日更新分にて連載終了。                       |

## 漫画家業

### 作風・評価
コミカル・リリカル・シニカルの三拍子そろった描写が魅力とされる。その作風は中でも「リリカル（叙情的）」という単語で形容されることが多く、たな本人の人柄についても「リリカルな人」だと担当編集がコメントしている。独特の比喩表現がたびたび使われるのも特徴である。現代的な日常の世界からは少し離れた世界を舞台とした作品が多く、自分の存在に心もとなさを感じる主人公が導かれ、寄り道をしながらも前に進んで行こうとする姿を通じて、人ときちんと向き合うことに臆病になってしまう心の揺れや、外の世界と自分との距離感について悩む心の機微などが丁寧に描かれる。これらについては自分が上手くできないことなので、日々考えているテーマなのかもしれないと語っている。
たな本人は自身の作風について、『タビと道づれ』や『すみっこの空さん』の一部の話を挙げて、読者の傷口を開いて治すような節があるため、一度傷が治ったら忘れてくれたほうがもう痛い思いをしなくてすむと評しており、「カサブタみたいな漫画を描くこと」が自分の理想なのかもしれないとしつつ、カサブタが取れて作家として忘れられてしまうと生活していけなくなるので難しいと語っている。『タビと道づれ』の完結時は漫画家を辞めようとも考えたといい、『すみっこの空さん』の連載を始めたのは、自分以上にきつい思いをさせてしまった担当編集にいい思いをしてもらいたいという気持ちからだった。そのため、最終回を目前に控えた第54話の下書きを読んで担当編集が涙を流した際には、これで大願叶ったと感じたという。また、『恋の撮り方』のあとがきでは、夜道は街灯に照らされた部分の縁が世界の終わりのように思えるが、そこに立つとパッと次の街灯に照らされた部分が見えてくるとして、今回の作品で描きたいことは描いたと思うのに、そのたびに次の描きたいものが見えてきて、その繰り返しで今日まで漫画を描いてきたと語っている。

### 作業環境
モノクロ原稿は長らくアナログによる作画で、原稿用紙にはアイシーの135キログラムを用い、主線と背景にそれぞれゼブラの丸ペンのE（軟質）とA（硬質）、ふきだしなどに日光のスクールペン、背景の書き込みなどに日光の丸ペンという具合にペン先を使い分けていた。『すみっこの空さん』からは「ComicStudio」を仕上げに使う頻度が増え、読み切り「きつねとたぬきのばかしあい」からは後継ソフトウェアの「CLIP STUDIO PAINT」をペン入れに使うようになった。失敗時に修正できない画材を用いると緊張のあまり失敗してしまうほか、アナログによる彩色に苦手意識があり、カラー原稿はスキャンした線画を「Adobe Photoshop」で、色紙は失敗が少ない色鉛筆で彩色して仕上げている。
もともと学業と二足のわらじを履いていたが、講義中は居眠りをしてしまうことが多かった。大学院を退学し専業漫画家となった際には、学費を払わなくてよくなったので生活は楽になったものの、自分の部屋以外に自分の椅子があるということは結構大きなことだったとして、「青春をドブに捨てることで両立を果たしました」と半ば自虐気味に語っている。アシスタントはおらず、『タビと道づれ』の連載中はプロットに1日、ネームに1週間から10日、下書きに4日、ペン入れ・仕上げに10日という日程を一人でこなしていた。以前は音楽を聴くために漫画を描いていると表現するほど作業中に音楽を聴くことが多かったが、『こいぐるみ』からは音楽を聴きながらだとネームを描けなくなり、今では漫画を描くために漫画を描いている状態だという。挫けそうなときは「お前ならできる」という恩師の言葉を原稿用紙を持つ左手の甲に書いて自分を鼓舞することもある。

### ペンネーム
『伊賀ずきん』のあとがきでは、自分のものに所有の意味合いで「○○○（本名）の」と書く癖があり、これを裏に書いていた水張りパネルで描いた絵が入賞したため、ゲンを担いでペンネームも「○○○の」にするつもりだったことを明かしている。ところが、姓名判断の結果がよくなかったので、別の姓を当てはめたうえで疑問形にし、「たなかのか」になったという。「たな」を姓、「かのか」を名としたのも姓名判断の結果を受けたものだが、ペンネームから姓名の区切りが判別しにくいためか、「たなか」が姓だと思われることが多く、一部の通販サイトや記事の表記にも間違いがみられる。たな本人もこの間違いに時折言及しており、「名字は たな までです」とプロフィールで断り書きをしたり、「田中？」と書かれた印影の写真を投稿したこともある。以上のような経緯から、ペンネームは本名と関連性がなくあまり深い意味もなかったが、「たな」は「田菜（タンポポの古称）」ということにして、今では後付けで思い入れを作っているという。「かのか」には「佳香」という漢字を当てているため、「たなかのか」は「タンポポの美しい香り」のような意味になる。このほか、漢字の「田」のように分割した四角形の右下の隙間に平仮名の「か」を入れた、「田」中の「か」からの連想で「たなかのか」と読めるデザインを自身のロゴマークとしており、落款印を自作して単行本の巻末やサインの末尾などに用いていたが、落款印の経年劣化や紛失のため、今では手描きのロゴマークで済ませることが多くなっている。

## 人物
趣味は寺めぐりとパウル・クレーの絵葉書集め。また、地学好きであり、読み切り「セーラー服と北極圏」ではオーロラの発生原理の説明があるほか、『タビと道づれ』ではプラネタリウムを始めとして、冥王星やこと座といった天文学に関するモチーフが多く登場している。『タビと道づれ』の単行本袖では、バレンタインと聞いてヴァン・アレン帯が思い浮かぶものの、ヴァン・アレン帯について詳しく説明できない程度の地学好きだと語っている。好きなジャンルはギャグとファンタジーだが、同じ質問に対して特定のジャンルを挙げず、「作品を好きかどうかは、その作品に出てくるごはんがいかにおいしそうに思えるか、にかかっている気がします」と食べ物の描写の大切さについて語ったこともある。『クレヨンしんちゃん』の連載30周年を記念したトリビュート企画では、同作を読んで幼少より美味しそうと思っていたものの、食べる機会がなかった納豆に初めて挑戦しているが、予想に反してあまり好みの味ではなかった。食べ物ではゴボウ、レンコン、サトイモなどの根菜類が好きだというが、友人からは「（プロフィールとして）華がない」と言われてしまっている。
広島県出身ということもあって、広島東洋カープのファンであり、『タビと道づれ』に登場するユキタもファンという設定になっている。芸能人では安住紳一郎のファンであり、『安住紳一郎の日曜天国』を作業中に聴取するBGMとして挙げている。『すみっこの空さん』ではこれらがパロディとなっており、「前田」や「栗原」などが所属している「カノープス」なる野球チームや、『いずみ修一の日記用天国』なるラジオ番組が登場している。私生活では猫を飼っていたことがあり、『伊賀ずきん』に登場する望月佐助も当時の飼い猫にちなんで名付けられているが、自身はあまり猫に好かれないといい、「かわいいから触りたい」という不純な動機で近付いていくことがその原因ではないかと分析している。また、シンガーソングライターのriya（eufonius）と交友があり、デビュー10周年を記念したベストアルバム『καλυτερυζ』の発売に際して公式サイトにコメントを寄せている。

## 作品一覧

### 連載
- 伊賀ずきん（『月刊コミックブレイド』2003年6月号 - 2006年3月号、マッグガーデン〈ブレイドコミックス〉、全5巻、全34話[注 12]） - 連載デビュー作。
- タビと道づれ（『月刊コミックブレイド』2006年9月号 - 2010年4月号、マッグガーデン〈ブレイドコミックス〉、全6巻、全35話[注 13]）
- すみっこの空さん（『月刊コミックブレイド』2011年1月号 - 2014年9月号、『コミックブレイド』2014年9月5日更新分 - 2015年7月6日更新分、マッグガーデン〈ブレイドコミックス〉、全8巻、全56話[注 14]）
- 恋の撮り方（『月刊コミック電撃大王』2017年7月号 - 2018年11月号、KADOKAWA〈電撃コミックスNEXT〉、全2巻、全15話）
  1. 2018年3月24日発売、ISBN 978-4-04-893714-6
  2. 2018年12月10日発売、ISBN 978-4-04-912237-4
- こいぐるみ（『漫画アクション』2020年15号 - 2021年23号、双葉社〈アクションコミックス〉、全3巻、全26話[注 15]）
  1. 2020年11月26日発売、ISBN 978-4-575-85517-3
  2. 2021年6月28日発売、ISBN 978-4-575-85597-5
  3. 2022年2月28日発売、ISBN 978-4-575-85697-2
- 赤ずきん、旅の途中で死体と出会う。（原作：青柳碧人、『月刊アクション』2023年3月号 - 2024年4月号、『webアクション』2024年4月16日更新分 - 2025年5月20日更新分、双葉社〈アクションコミックス〉、全4巻、全21話[注 16]） - 同名小説のコミカライズ作。
  1. 2023年8月9日発売、ISBN 978-4-575-85866-2
  2. 2024年4月11日発売、ISBN 978-4-575-85954-6
  3. 2024年11月14日発売、ISBN 978-4-575-86025-2
  4. 2025年6月12日発売、ISBN 978-4-575-86093-1

上記のほか、大韓民国、台湾、アメリカ合衆国、インドネシアでも単行本の刊行実績がある。

### 読み切り

#### 漫画雑誌
- セーラー服と北極圏（『月刊コミックブレイド』2002年11月号、マッグガーデン） - デビュー作。「セーラー服と熱帯雨林」から掲載の際に改作。
- 伊賀ずきん（『コミックブレイドMASAMUNE』2003年冬季号、マッグガーデン） - 『伊賀ずきん』の導入部（其の序）として単行本第1巻に収録。
- かしこ（『コミックブレイドMASAMUNE』2004年初夏号、マッグガーデン）
- てっぺん〜ぼくらの屋上管理委員会〜（『コミックブレイドZEBEL』Vol.1、マッグガーデン、2004年） - 「てっぺん」から電子書籍化の際に副題追加[77]。
- きつねとたぬきのばかしあい（『まんがタイムきららフォワード』2019年5月号、芳文社）

#### アンソロジー
- ゆきどけ（原作：浅野りん、『であいもん 公式コミックアンソロジー 〜縁〜』、KADOKAWA〈角川コミックス・エース〉、2022年） - 『であいもん』のアンソロジー作[78][79]。

### その他
- セーラー服と熱帯雨林（2002年） - 月例コミックブレイドマンガ大賞4月期佳作・特別審査員賞作。
- そらチョコビ商品化されますわ…って話（『webアクション』、双葉社、2020年） - 短編エッセイ漫画。『クレヨンしんちゃん』の連載30周年を記念したトリビュート企画[64]。